# گوزن‌های شمالی کانادا
گوزنهای شمالی کانادا Elks of Canada از سازمان‌های برادری است که در ۱۹۱۲ میلادی توسط ۳ مرد اهل سیاتل در ونکوور کانادا پایه‌گذاری شد.

## تاریخچه
این سازمان در ونکوور کانادا توسط سه مرد از سیاتل تأسیس شد. به نظر می‌رسید که آنها فقط برای دریافت پول در تأسیس آن شرکت داشتند، اما متقاضیان اولیه توانستند کنترل سازمان را بدست آورند و ساخت آن را به‌طور جدی آغاز کنند. اولین فرمانروای بزرگ متعال لژ بزرگ کانادا چارلز ادوارد ردکر، از وینزر، انتاریو بود.

## اعضا
در سال ۱۹۷۹ این سازمان ۳۰۰۰۰۰ عضو داشت.
در سال ۲۰۱۸ «الکس کانادا تقریباً ۳۰۰ لژ با ۱۱۰۰۰ عضو، تقریباً در هر استان و منطقه تشکیل شده بود.»